# Quadrantides
Les Quadrantides sont une pluie de météores annuelle.

## Observation
Son radiant se trouve dans la constellation du Bouvier, proche des constellations d'Hercule et du Dragon. La région du ciel dans laquelle elle se situe était autrefois appelée la constellation du Quadrant (Quadrans Muralis en latin), d'où son nom,. 
On peut observer cette pluie entre le 1er et le 6 janvier, son maximum se situant le 3 janvier. Son taux horaire moyen est de 120 météores ces dernières années[Quand ?], mais il peut varier entre 60 et 200 météores par heure[réf. souhaitée].